# Theridion choroni
Theridion choroni là một loài nhện trong họ Theridiidae.
Loài này thuộc chi Theridion. Theridion choroni được Herbert Walter Levi miêu tả năm 1963.